# Józefowo (powiat mogileński)
Józefowo – wieś w Polsce położona w województwie kujawsko-pomorskim, w powiecie mogileńskim, w gminie Mogilno.

## Podział administracyjny
W latach 1954–1971 wieś należała i była siedzibą władz gromady Józefowo, po jej zniesieniu w gromadzie Mogilno. W latach 1975–1998 miejscowość należała administracyjnie do województwa bydgoskiego.

## Demografia
Według Narodowego Spisu Powszechnego (III 2011 r.) liczyła 133 mieszkańców. Jest 29. co do wielkości miejscowością gminy Mogilno.